# Zephyranthes howardii
Zephyranthes howardii är en amaryllisväxtart som beskrevs av Hamilton Paul Traub. Zephyranthes howardii ingår i släktet Zephyranthes och familjen amaryllisväxter. Inga underarter finns listade i Catalogue of Life.